# Đồng An Quán Chí
Đồng An Quán Chí (zh. 同安觀志, ja. Dōan Kanshi, 910-970) là Thiền sư Trung Quốc thời Ngũ Đại, Tổ thứ 4 của Tào Động tông. Sư đắc pháp từ Thiền sư Đồng An Đạo Phi và có pháp tử là Thiền sư Lương Sơn Duyên Quán.

## Tiểu sử
Sử liệu về cuộc đời sư được ghi lại vắt tắt trong trong các bộ sách về lịch sử Thiền Tông như Cảnh Đức Truyền Đăng Lục. Không biết sư họ tên gì, chỉ biết sư vốn là người Hồng Châu, Trung Quốc. Sau khi xuất gia sư đến tham vấn và đắc pháp nơi Thiền hội của Thiền sư Đồng An Đạo Phi.
Sư có để lại một công án trong Cảnh Đức Truyền Đăng Lục, nhiều học giả Phật Giáo sau này dựa trên công án này để khẳng định rằng sư là người đắc pháp của Thiền sư Đồng An Đạo Phi:
Lúc sắp thị tịch, Thiền Sư Đạo Phi thăng toà hỏi: "Thế nào là Tông Tử trước tháp Đa Tử, Dục Tú trước núi Ngũ Lão?" Hỏi ba lần mà không ai trả lời, cuối cùng, sư bước ra thưa:
"Đêm trăng đứng tựa hiên nhà,
Ngoài xa vạn dặm ngợi ca thái bình."
Đạo Phi nói: "Nhất định phải là gã ngốc này mới được!"
Sư mất vào năm 970 thời Ngũ Đại. Trong số các môn đệ đắc pháp của sư, người được biết đến nhiều nhất là Thiền sư Lương Sơn Duyên Quán.